# Федорівський ідол
Федорівський ідол — антропоморфна стела з гравійованими зображеннями на поверхні. Знайдена у 1973 р. за 1,3 км на Пд. Сх. від села Федорівка Карлівського району на лівому березі річки Орчик, неподалік від кургану. Це пісковикова плита висотою 133 см, що зображає родоплемінне божество. Експоунється у Полтавському краєзнавчому музеї.

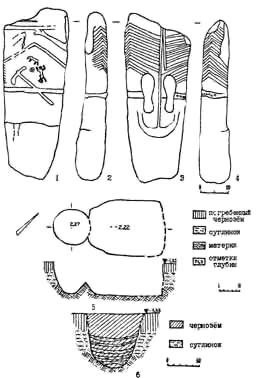
Федорівський ідол

Вірогідно, Федорівський ідол є зображенням жертовного бога Поруші. Зв'язок скульптури з підкурганим святилищем, улаштуванням поховань-кенотафів свідчить про проведення релігійних обрядів з використанням стели як посередника між потойбічним та реальним світами. Щось на зразок бога, який щорічно вмирає й відроджується. В епоху раннього бронзового віку жерці могли використовувати його для визначення початку певних етапів сільськогосподарських робіт та кочівок зі стадами худоби.
Хронологічно виготовленя та використання в обрядах ідолу може бути віднесено до кінця ХVIIІ – ХVII ст. до н.е. Його походження співпадає з військовими походами піздньокатакомбних племен в північно-східному, південному та південно-західному напрямках та першими контактами з населенням Балкан, Мікенської держави та Центральної Європи. 

## Історія знахідки
Ідол знайдений колгоспними механізаторами району (виораний з ґрунту) поряд із курганом. Для того, щоб знахідка не заважала польовим роботам її було перевезено на подвір'я місцевої школи.
У 1988 році О. Супруненко дослідив курган, біля якого було знайдено Федорівський ідол. Насип кургану мав висоту 1,35 м, діаметр 38 м і входив до складу групи курганів із 16-ти об'єктів. Насип споруджувався за два прийоми. Було виявлено ямно-катакомбний жертовний комплекс, який складався з антропоморфної (людиноподібної) ями, одного катакомбного поховання-кенотафу, тобто пустого, та чотирьох поховань зрубної культури. На вершині насипу у другому прийомі і був встановлений свого часу Федорівський ідол.
Подальші ритуальні дії призвели до його пошкодження та «поховання» на краю кургану. Пізніше курган став місцем для невеликого могильника, можливо, сім'ї кочівників епохи пізнього бронзового віку.
Серед знахідок з кургану слід виділити кілька ліпних горщиків зрубного часу та виріб із трубчастої кістки тварини, що може інтерпретуватися як деталь музичного інструмента типу «флейти Пана».

## Опис ідолу
Стела виготовлена із пісковика і має розміри 1,33х0,51х0,21 м. Важить понад 200 кг ( понад 280кг). На двох сплощених і двох скруглених боках нанесені гравійовані та рельєфні зображення.
Верхня частина скульптури з виступом голови була спеціально відбита у давнину. Також відбито плече. Вірогідно, ідол «пожертвував» свою голову під час ритуального переміщення з потойбічного до небесних світів (із ями на верхівку кургану).
Середня частина скульптури оповита рельєфним поясом з отворами з одного із боків. На лицевому боці збереглися зображення зігнутих у ліктях рук, в одній з яких затиснута стріла, контурів черева, фігури хвостатого шаману з піднятими до гори руками і фалосом, вислообушною сокирою за поясом. Поряд — профільне зображення.
На зворотньому боці зображені контури Дерева життя  у вигляді хребетного стовпа зі зверненими до гори ребрами, а також палиця-герлига. Особливості зображення Дерева життя можуть вказувати на мандри до неба: ступні здіймаються догори, розриваючи при цьому пояс, що відокремлює потойбічний світ від земного.
Графіка Дерева життя втілює також уявлення про відлік часу у вигляді місячно-сонячного календаря: дерево виростає з Місяця-молодика.

## Графіка

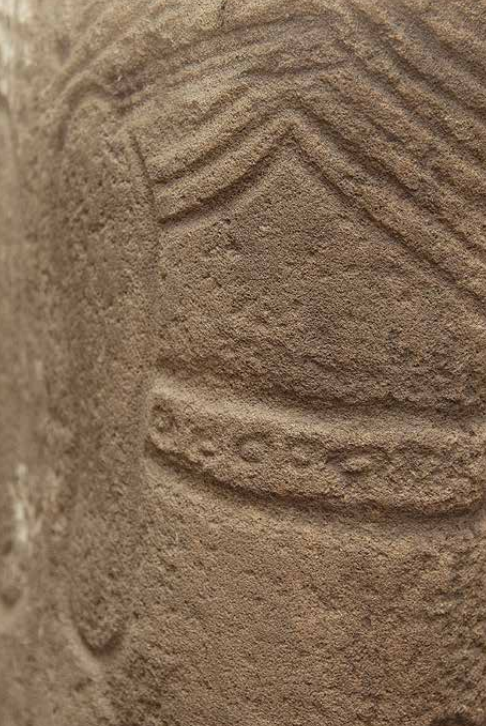
Зображення поясу і стоп

Гравійовані зображення покривають верхню частину стели. Основа виділена виступом, стовщена і грубо оброблена, що є свідченням установки статуї в ґрунті у вертикальному положенні. Малюнки, нанесені на стелу, виконані за допомогою знаряддя у виді неширокого зубильця, з підшліфовкою поверхні скульптури. Зображення лицьової площини виконані, переважно, технікою невисокого (0,3-1 см) рельєфу, оборотної — контурного заглибленого малюнка (канавка різної ширини глибиною 0,5-2 см), бічних — у змішаній техніці.

### Ліве плече
Збережене ліве плече стели прикрашене двома валиками розділеними насічками, що утворюють напівовали. Канавкою зображення відділене від виступу голови.

### Лицьова площина

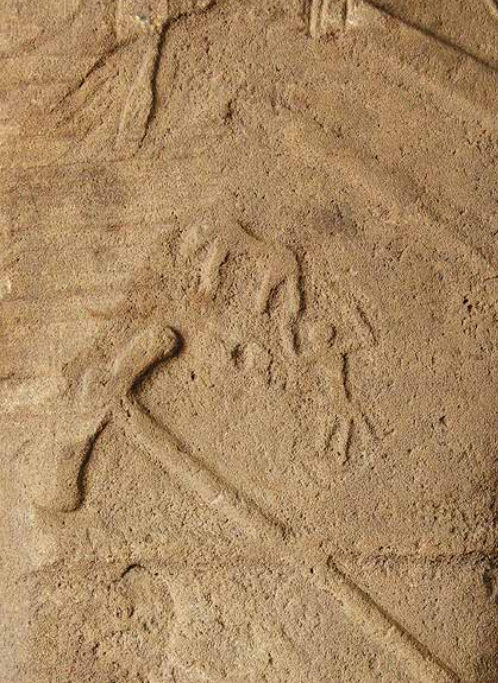
Лицева сторона Федорівського ідола. Фрагмент

Виступ голови відділений рельєфним валиком. На рівні грудей проведена пряма горизонтальна канавка. Нижче — зображення рук, зігнутих у ліктях, що частково займає і бічні поверхні стели. Кисті рук знаходяться на одному рівні: ліва розправлена і притиснута долонею до грудей, права — стискає стрілу вістрям униз. Вище лівої руки — зображення предмета у виді валика (залишки малюнка лука з тятивою). Під руками поміщене зображення черевної діафрагми. У центрі розташована сцена при участі людини і тварини. Чоловік (позначений фал) зображений з піднятими нагору руками, виділеними рельєфом стопами ніг і прямим довгим хвостом. Людина обернена убік тварини, зображеної в профіль з опущеною головою і довгим хвостом. Поруч з ними — кругле поглиблення у виді пупа, обрамлене валиком. За поясом, що проходить через усі сторони стели, знаходиться сокира, обух якої повернутий до центру.

### Зворотній бік

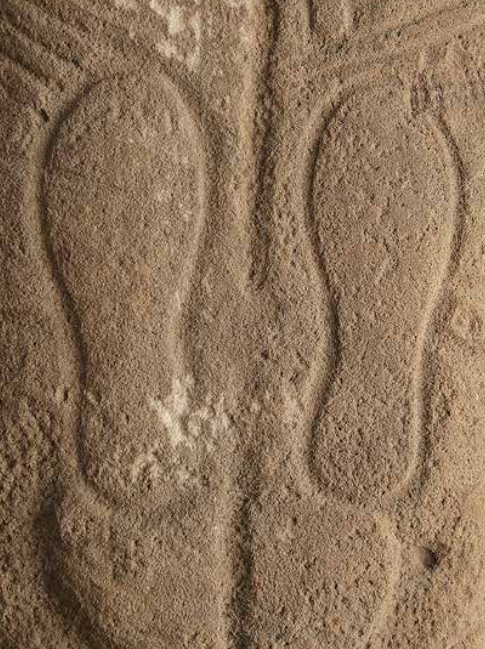
Зворотній бік Федорівського ідола. Фрагмент

На зворотному боці ідола зображений стовбур — «хребет», від якого відходять під кутом 70° нагору «ребрами» — канавками, що утворять древо життя. Його підставою є дугасте поглиблення у вигляді сідничної частини людини. У верхній частині біля вертикального стовбура, знаходиться зображення прямої палки-посоху з 13-ю нарізками вгорі. Пояс на зворотному боці стели перетинають контури стіп ніг людини носками нагору. На поясі позначені заглибленими кільцями праворуч сім отворів.

### Бічні поверхні
На бічних поверхнях стели показані смуги, що є продовженням ліній зворотної площини, тільки зображених зламаними під кутом до рівнобіжних канавок-«ребер» зворотного боку.

## Інерпретація зображень, аналогії
Федорівський ідол — це скульптура божества з тілесними атрибутами людини, що відповідає комплексові уявлень про першопредка-героя древніх індоєвропейців (Пуруша), що був символом і законом існування Всесвіту і суспільства, верховним родоплемінним божеством, двійником знатного похованого і провідником його душі у світ богів. Цьому не суперечить і наявність на зворотному боці ідола елементів календарної графіки — символів часу, очевидно, які входять у коло процесів, керованих божеством, що фіксують тимчасові орієнтири, необхідні для досягнення «того світу» і повернення назад. Не виключено також, що зображення на стелі є відображенням уявлень древнього населення Лівобережжя про божество, що вмирає і знову відроджується.
Зображення нанесені на стелу мають іконографічні аналоги серед ряду скульптур епохі раннього металу. Наявність зображень (людини з хвостом та тварини), розташування більшості зображень на стелі ставлят скульптуру з Федорівки в один ряд з таким унікальним пам'ятником древнього монументального мистецтва, як Керносовський ідол.
Зображення поясу та складених на грудях рук знаходимо на стелах з Араканцево, Чобручі, Ак-Чокрака, Верхорічча, Казанків, Керносівки, Наталіївки та інших.
Фестончаті прикраси в вигляді намиста на грудях та валиків на плечах статуй присутні на стелах з Керносовкі, Лариси та Плачідола. Містяться паралелі з зображенням фестонів на катакомбних чашах ат інших сосудах фіналу ранньої бронзової доби.
Малюнок спису (дротику) розташований на лицевій грані Керносовського ідолу. Зображення предмету в вигляді гілки з поперечними насічками зверху на звородній площині Федорівського ідолу нагадує відомі малюнки посохів-гірлиг пастухів розмішених на стелах з Араканцево, Криму, Каллорж, Новоселівки, Новочеркаська.
Такі ж самі посохи, розташовані на лицьовій площині стели з Булаховки в Орельсько-Самарському міжеріччі, разом з поясом в виляді неширокого випуклого валіку на усіх гранях ідолу. В випадку з Федорівським ідолом більш точного визначення предмету схожому на посох дати неможливо - верхня частина зображення відсутня.
Зображення поясів, частіше в рельєфі, рідше в вигляді заглиблених канавок, характерні для більшості стел з богатою іконографією, являлися символами влади в колі пастухів. Малюнки сокир за поясом відомі на стелах з Керносовки, Ак-Чокрака та Верхорічча в Криму, Гаманджиї в Румунії, Куржеоного, Єзерово в Болгарії, Чобручі в Молдові. Такі сокири подібні кам'яним зразкам, виявленими в кемі-обинських поховальних комплексах Киму та Причорноморських степів. Близьки до сокири на Федорівському ідолі і клевці межирічча Кури та Аракса, сокири майкопської культури, яки датуються останньою чвертю ІІІ тис. до н.е.
Найбільш цікава сцена з зображенням людини з хвостом - чоловіка з піднятими вверх руками. Подібний сюжет відомий на Керносовському ідолі та вказує на приналежність людини до служителів культу - брахманів. Розміщений поруч малюнок тварини розглядаєтся як зображення коня, чому не протирічать його деталі: пропорції тіла та довгий хвіст.
Розташоване поруч заглиблення в вигляді пупка може трактоватися як вівтар та як солярний символ.
На зворотній стороні стели розміщені зображення контурів стоп ніг людини. Такі малюнки зустрічаются на ряді стел (Араканцево, Старі Трояни, Чобручі), плиті з околиць села Дереївка на Дніпрі, плитах Кам'яної Могили та інших. Існує думка про магічний та релігіозних характер подібних зображень, які інтерпретуются як приміщення души або душ померлих, та кращіх їх якостей, або як реальне втілення сонячного бога який крокує Всесвітом.

## Календарні основи графіки зображень
Розглядаючи дерево життя на Федорівському ідолі, вченим вдалося прослідкувати певні календарні основи символіки графічного зображення. Інтерпретація цих зображень недосконала, і можливо носить випадковий характер, однак ця гіпотеза до сих пір не спростована. 
Кількість ліній-канавок з лівої та правої сторони дерева життя складає 27, що відповідає кількісті діб драконічного місяця. Зліва та справа присутні відповідно 26 та 28 ліній, що при додаванні з одиницею (графічно за одиницю можна вважати стовбур дерева) дають в сумі 27 та 29, що відповідає кількості діб в драконічному і сінодичному місяцях місячного року. З правої сторони дерева - 28 ліній, тобто кількість діб в середньому місяці ((27+29)/2). Загальна кількість ліній, які не доходять до стовбура справа - 12, зліва 6. Сума цих чисел відповідає кількості безмісячних ночей місячного року. Цікаво що, якщо перемножити кількоість ліній справа - виходить 336, що дорівню числу місячних ночей в місячному році який складаєтся з 354 діб. Загальна кількість ліній, які доходять зверху до стовбура, разом з останнім, складає 55 та відповідає числу днів які показують відставання місячного року ві сонячного за 5 років.